# IMC Hochschule für Angewandte Wissenschaften Krems

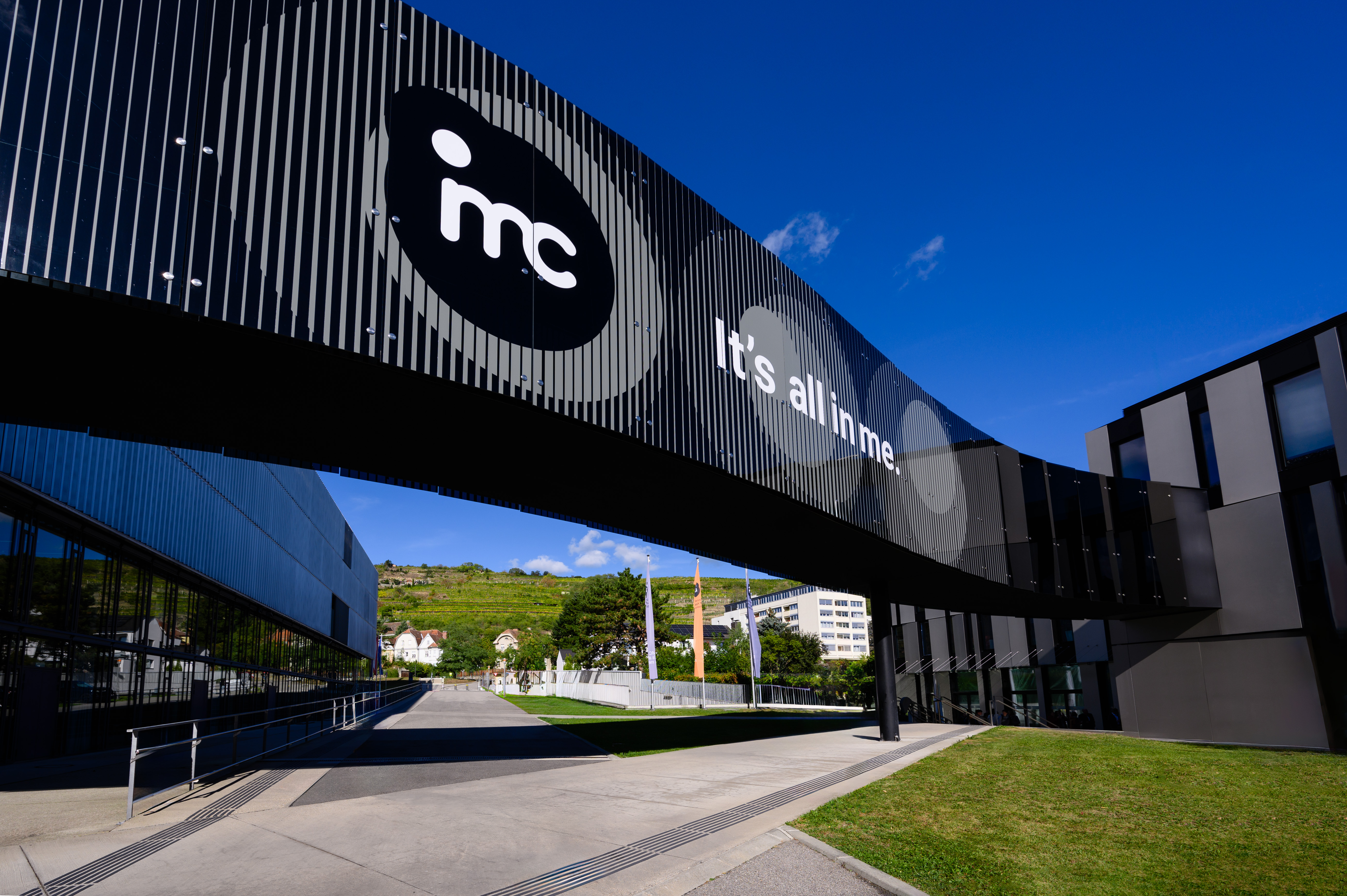
IMC Krems Brücke zwischen Trakt G und Trakt G1

Die IMC Hochschule für Angewandte Wissenschaften Krems GmbH (kurz IMC Krems, international IMC Krems University of Applied Sciences) ist eine Hochschule für Angewandte Wissenschaften in Niederösterreich mit vier Standorten in Krems, je einem Standort in Mistelbach und Horn und fünf internationalen Standorten in Aserbaidschan, China, Lettland, Usbekistan und Vietnam.
Die Abkürzung IMC steht für Internationales Management Center und bezeichnete die Trägergesellschaft von 1994 bis 2002.

## Allgemeines
Es werden 29 Bachelor- und Masterstudiengänge in den Bereichen Wirtschaft, Gesundheit und Naturwissenschaften und Technik sowie Weiterbildungslehrgänge angeboten. Im Juni 2024 waren an den Standorten Krems und Mistelbach 3.100 Studierende eingeschrieben, das IMC Krems beschäftigte im Jahr 2022 mehr als 600 Lehrende (bei etwas mehr als 200 Vollzeitäquivalente). Die Hochschule beschäftigt über 300 Mitarbeiter (Stand: 2024).
Anfang 2023 absolvierten 104 Studierende aus 28 Ländern ihr Auslandssemester am IMC Krems. Das IMC Krems kooperiert weltweit mit mehr als 200 Universitäten und über 1000 Unternehmen.

## Geschichte
Gegründet wurde die Institution 1994 als International Management Center (IMC) mit einem Studiengang und 50 Studierenden. Bis zum Jahr 2002 fungierte das IMC als Trägerschaft der Hochschule. Ab der Erlangung des Fachhochschulstatus im Jahr 2002 firmierte die IMC Fachhochschule Krems GmbH als Trägergesellschaft.
Seit 2011 arbeitet die Hochschule mit dem Azerbaijan Tourism Institute zusammen, wodurch Studierende des IMC Krems die Möglichkeit haben, in Aserbaidschan einen Master of Arts in Business im Bereich Tourismusmanagement und Freizeitwirtschaft nach dem Kremser Lehrplan zu erwerben. Seit 2018 wird dieser Studiengang auch am Polus International College in China angeboten.
2017 wurde der englischsprachige Masterstudiengang Digital Business Innovation and Transformation eingeführt, der Kompetenzen für das Management von Digitalisierungsprozessen vermitteln soll. Seit 2019 sind an der Tashkent University of Economics in Usbekistan Bachelorstudiengänge wie Tourismus- und Freizeitwirtschaft sowie Export-oriented Management und Masterstudiengänge wie International Business and Export Management und Digital Business Innovation and Transformation verfügbar.
Nach Sanierungsarbeiten wurde im Februar 2022 der Standort Gozzoburg wiedereröffnet, im selben Jahr startete erstmals der Bachelorstudiengang Gesundheits- und Krankenpflege in Mistelbach.
Bis Juni 2024 trug die Hochschule den Namen IMC Fachhochschule Krems, seitdem firmiert sie als IMC Hochschule für Angewandte Wissenschaften Krems und ist damit die erste Institution dieser Art in Österreich mit der neu eingeführten Bezeichnung Hochschule für Angewandte Wissenschaften. Seit Herbst 2024 wird zudem ein externer Bachelorstudiengang in der Schule für Gesundheits- und Krankenpflege des Landesklinikums Horn angeboten.

## Lehre und Forschung

### Studienangebot
Es werden 29 Bachelor- und Master-Studiengänge an vier Standorten in Krems und je einem Standort in Mistelbach und in Horn in den Bereichen Wirtschaft, Gesundheit sowie Naturwissenschaften & Technik angeboten.
Die Programme können in Vollzeit, berufsbegleitend oder berufsermöglichend absolviert werden, außerdem werden duale Studiengänge angeboten. Die Hochschule hat eine internationale Ausrichtung und kooperiert mit 200 Partneruniversitäten sowie Wirtschafts- und Forschungseinrichtungen in über 80 Ländern. Sowohl englisch- als auch deutschsprachige Studiengänge stehen zur Verfügung, und Studierende aus mehr als 50 Nationen sind am IMC Krems eingeschrieben. Zudem bietet die Hochschule die Möglichkeit für Auslandsstudien an.

### Forschung und Entwicklung
2024 war das IMC Krems Gastgeber des jährlich stattfindenden Forschungsforums der österreichischen Fachhochschulen.
Ein wichtiger Bestandteil der Forschungsaktivitäten des IMC Krems ist Krems Bioanalytics (IKB), das Auftragsforschungsinstitut der Hochschule. Seit 2014 bietet IKB Forschungsdienstleistungen für die pharmazeutische Industrie, Biotech-Unternehmen sowie akademische Institutionen an.

### Projekte und Initiativen
Im Jahr 2021 entwickelten Forscher des IMC Krems gemeinsam mit der Donau-Universität Krems, der Karl-Landsteiner-Universität und der Tschechischen Akademie der Wissenschaften im Rahmen des Projekts REEgain eine umweltfreundliche Recyclingmethode. Diese nutzt Bakterien, Hefen und Algen zur Rückgewinnung von Seltenerdenmetallen aus Elektronikabfällen.
Anfang 2022 startete das IMC Krems das europäische Forschungsprojekt Erasmus+ Endorse, das darauf abzielt, die unternehmerischen Fähigkeiten von Studierenden zu stärken. In diesem Projekt arbeiten die Forscher aus Krems mit Hochschulen in Deutschland, Schweden, Polen, Griechenland und Lettland zusammen.
Zu Beginn des Jahres 2024 startete das IMC Krems gemeinsam mit der österreichischen Klimaschutzministerin Leonore Gewessler die Green-Jobs-Kampagne Klima Game-Changer. Diese Initiative richtet sich an Absolventen des Bachelorstudiengangs Sustainability Management sowie des Masterstudiengangs Umwelt- und Nachhaltigkeitsmanagement mit dem Ziel, ihnen die notwendigen Fähigkeiten zu vermitteln, um in Umweltorganisationen und NGOs tätig zu werden, Unternehmen im Bereich erneuerbarer Energien zu gründen und Unternehmen im Bereich der Corporate Social Responsibility (CSR) zu beraten.

## Zertifizierungen
Die Evaluationsagentur Evalag, eine internationale Qualitätssicherungsagentur mit Sitz in Baden-Württemberg, bescheinigte dem IMC Krems im Oktober 2017 ein sehr gut entwickeltes Qualitätsmanagementsystem. Darüber hinaus wurde das IMC Krems als erste Hochschule für Angewandte Wissenschaften in Österreich für die drei Managementstandards ISO 9001 (Qualitätsmanagement), ISO 14001 (Umweltmanagement) und ISO 29990 (Aus- und Weiterbildung) zertifiziert.

## Rankings
- 2016: Im Rahmen des von der Europäischen Kommission initiierten U-Multirank, bei dem im Jahr 2017 rund 1.500[32] Hochschulen weltweit verglichen wurden, erhielt das IMC Krems in den Kategorien „Studentenmobilität“, „Internationales Personal“ und nicht-deutschsprachige Studien die Note „Sehr gut“; allerdings ließen im Bereich der Forschung „generell die Bewertungen der Fachhochschulen zu wünschen übrig“.[33]
- 2020: Das deutsche Institute of Research and Data Aggregation reihte das IMC Krems in der Kategorie „Leading Employer“ unter die Top 1 % von 40.000 untersuchten Arbeitgebern in Österreich ein.[34]
- 2022: Die Hochschule wurde beim CHE-Hochschulranking in einer Befragung von Bachelor-Studierenden der wirtschaftswissenschaftlichen Studiengänge in fünf von sechs Studiengängen mit mindestens vier von fünf Sternen oder mehr ausgezeichnet[35] und beim Positive Impact Rating (PIR), verwaltet durch eine Gruppe aus Business-School-Fachleuten, erreichte die Hochschule Stufe vier von fünf.[36]
- 2023: Das IMC Krems wurde nach eigenen Angaben in den Impact Rankings von Times Higher Education gelistet und in den Bereichen „Partnerschaften zur Erreichung der Ziele“, „Industrie, Innovation und Infrastruktur“, „Geschlechtergleichheit“ und „Nachhaltiger Konsum und Produktion“ unter die besten Hochschulen der Welt eingeordnet.[37][38]
- 2024: Beim Positive Impact Rating (PIR) erreichte die Hochschule Stufe vier von fünf und wurde somit als bestbewertete Business School Österreichs ausgezeichnet.[39]